# Pichelin
Pichelin ist ein Ort im Süden von Dominica. Die Gemeinde hatte im Jahr 2011 527 Einwohner. Pichelin liegt im Parish Saint Patrick.

## Geographische Lage
Pichelin liegt nördlich von Berekua und östlich von Bellevue Chopin.